# 杜麗冰
杜麗冰（英語：Esther TOH Lye Ping，1952年10月25日—），香港高等法院原訟法庭法官，港版國安法指定法官。

## 簡歷
杜麗冰於1952年在新加坡出生，曾在英國修讀法律系。1974至1975年間於英國及香港獲大律師資格後私人執業，直至香港主權移交獲委任為區域法院法官。

## 警鐘事件
2014年9月2日，在杜麗冰位於壽臣山的寓所，遭兩賊擅入被警鐘嚇退。

## 主要審判
杜麗冰於2021年3月16日開庭處理，決定撤銷前立法會議員郭家麒的保釋，並於4月9日頒判詞解釋，指郭家麒曾要求美國制裁香港，不相信「他不會繼續危害國家安全」，於3月28日撤銷其保釋。
2022年8月12日，杜麗冰在上水老翁被磚擊中事件的判詞中讚揚當日清理路障的「途人」即使有參與擲磚也是不問政治回報的無名英雄，亦形容警察花費數以千計小時去調查案件，可稱得上是亞洲甚至世界最佳。